# Falkonera
Die unbewohnte griechische Insel Falkonera (griechisch Φαλκονέρα (f. sg.)) seltener auch Gerakunia (Γερακούνια) mit einer Fläche von 1,29 km² gehört administrativ zur Gemeinde Spetses im attischen Regionalbezirk Inseln.

## Lage
Falkonera liegt im Myrtoischen Meer. Die nächstgelegenen Inseln sind Andimilos 30 km östlich, Velopoula 38 km nordwestlich und Milos 42 km östlich. Spetses liegt 78 km nordwestlich und die Peloponnes 70 km westlich. 
Die Schifffahrtsroute von Piräus nach Kreta verläuft in unmittelbarer Nähe der Insel. Am 8. Dezember 1966 ging die Iraklion zwischen Falkonera und Andimilos unter, und 241 Menschen ertranken.

## Natur
Das Landschaftsbild der Felseninsel vulkanischen Ursprungs wird neben einer Hartlaubvegetation auch von Phrygana mit Ginster und Thymian sowie der dominanten Dornigen Bibernelle (Sarcopoterium spinosum) bestimmt.

### Fauna
Außer Ägäischen Nacktfingern (Mesodactylus kotschyi) existiert auf Falkonera die Unterart Podarcis milensis gerakuniae der Milos-Mauereidechse.
Jährlich wird Falkonera von Eleonorenfalken als Brutgebiet aufgesucht.

### Naturschutz
Zusammen mit anderen unbewohnten Felseninseln bildet Velopoula in der südlichen Ägäis das Natura 2000 Gebiet GR 4210011 Vrachonisia Egeou: Velopoula, Falkonera, Ananes, Christiana, Pachia, Fteno, Makra, Astakidonisia, Syrna Gyro Nisia (Βραχονήσια Νοτίου Αιγαίου: Βελοπούλα, Φαλκονέρα, Ανάνες, Χριστιανά, Παχειά, Φτενό, Μακρά, Αστακιδονήσια, Σύρνα-Γύρω νησιά) und ist zudem als Important Bird Area GR128 Falkonera Islet eingestuft.